# 佩波利家族
佩波利家族（Pepoli），意大利贵族世家，在13与14世纪博洛尼亚的政治经济生活中曾起重要作用。富有的银行家，归尔甫派领袖，1274年曾协助把吉伯林派逐出博洛尼亚。罗密欧一度为博洛尼亚统治者，后被起义者逐出，死于流亡中（1321）。其子塔代奥，法学博士，后返回博洛尼亚，1337年成为博洛尼亚领主，称“和平与正义的保护者”。他死后，博洛尼亚逐渐落入维斯孔蒂家族之手。